# Clément Chantôme
Clément Chantôme, född 11 september 1987 i Sens, Frankrike, är en fransk före detta fotbollsspelare som bland annat representerade Paris Saint-Germain under nio säsonger. Han har även spelat en landskamp för det franska landslaget.